# Frank Fournier
Pour les articles homonymes, voir Fournier.
Frank Fournier est un photographe photojournaliste français né le 18 octobre 1948 à Saint-Sever en France.

## Biographie
Fils de chirurgien, Frank Fournier a commencé sa carrière en 1975 à New York. Il rejoignit l'agence Contact Press Images en 1977, dont il est membre depuis 1982. Fournier est l'auteur de reportages sur les enfants atteints du sida en Roumanie, sur les victimes de viol pendant la guerre à Sarajevo en Bosnie-Herzégovine, sur l'attentat du 11 septembre.

## Prix et récompenses
- 1985, World Press Photo pour son portrait d'Omayra Sánchez, une fillette noyée en Colombie à la suite de l'éruption du volcan Nevado del Ruiz.